# Colt Paterson
El Colt Paterson és un revòlver. Es considera la primera de les armes de foc de repetició dotada de tambor giratori de múltiples recambres, alineades amb un únic canó estàtic, que es va comercialitzar, després dels revòlvers artesanals de xispa de Jaumandreu de Manresa de 1739 i de Rovira de Ripoll de 1702, exposats a l'Armeria de la Torre de Londres, que van representar un gran contrast amb les anteriors pepperbox, pistoles de diversos canons, que no podien ser tan llargs per raó del pes.

## Història
Les primeres publicacions sobre armes de foc de marca Colt, així com altres obres publicades posteriorment, asseguren que Samuel Colt es va inspirar en el sistema de trinquet del brig Corvo per dissenyar el tambor auto-rotatiu del Colt Paterson; quan va tenir ocasió de contemplar aquest mecanisme durant un viatge de Boston a Calcuta a bord de dit navili, el 1830. No obstant això, alguns creuen que la base del concepte del tambor van ser els revòlvers d'espurna d' Elisha Collier exposats a l'Armeria de la Torre de Londres, lloc que va visitar mentre el Corvo es trobava ancorat al Tàmesi. En qualsevol cas, durant el seu viatge a bord del Corvo va fabricar un model inicial del Colt Paterson en fusta, i va continuar desenvolupant en profunditat el disseny a principis de la dècada de 1830.
La primera fàbrica de Colt, anomenada Patent Arms Company i situada a Paterson, Nova Jersey, va produir 1450 fusells i carrabines de tambor giratori, 462 escopetes de tambor giratori i 2350 pistoles de tambor giratori (és a dir, el que avui es coneix com "revòlver") del model Colt Paterson entre 1836 i 1842, any en què l'empresa va caure en fallida. Un creditor i associat de Samuel Colt, John Ehlers, va continuar amb la fabricació i venda del Colt Paterson i altres models posteriors de revòlver fins a 1846.

## Disseny
Samuel Colt va patentar el disseny de l'arma a França, Anglaterra i els Estats Units, i el seu nom prové del lloc on es va fabricar originalment, la ciutat de Paterson (Nova Jersey). Al principi, aquest revòlver de percussió de 5 trets va ser fabricat al calibre .28, i el 1837 va sortir al mercat un model que emprava el calibre 36. El primer model produït del Colt Paterson, fidel al disseny original ideat per Samuel Colt durant el seu viatge a bord del Corvo, no tenia palanca de càrrega per prémer les bales a la recambra; l'usuari havia de desmuntar parcialment el revòlver per recarregar-lo. No obstant això, a partir de 1839 s'hi van afegir una palanca de càrrega i un orifici per inserir càpsules de percussió, cosa que permetia a l'usuari recarregar sense haver de desmuntar cap part de l'arma. Aquestes modificacions del disseny van ser incorporades a posteriori en molts dels Colt Paterson que havien estat fabricats entre 1836 i 1839.

## Ús militar de l'arma
La República de Texas va adquirir 180 unitats d'aquesta arma per a l'Exèrcit de Texas el 1839. El Colt Paterson també va contribuir en gran manera a la victòria dels Rangers de Texas contra els comanches a la batalla de Walker's Creek, esdevinguda el 1844, i va exercir un paper clau en la victòria nord-americana a la batalla de Bandera Pass, el 1841. Així mateix, va prestar servei a la Intervenció nord-americana a Mèxic i les Guerres Seminoles.